# 나 어떡해
<나 어떡해>는 김창훈이 작사와 작곡을 맡은 노래이다. 1977년 MBC 대학가요제 제1회에서 샌드페블즈 6기가 이 곡으로 대회에 출전하여 대상을 받아 유명해졌다.
1978년 산울림의 두번째 정규 음반인 <산울림 2집> B면 두번째 트랙으로 수록되었으며, 이후에도 여러 가수에 의해 각색 및 리메이크되었다. 대한민국의 전국 노래방에서 누적 집계로 지금까지 가장 많이 불린 노래 중 하나라고도 전해지고 있다.

## 노래

### 공개
1977년 김창완과 김창훈, 김창익은 무이(無異)라는 이름의 밴드를 결성했다. 무이는 그해 10월에 열린 제1회 MBC 대학가요제에 〈문좀 열어줘〉라는 곡으로 서울 지역 예선에 참가했고 1등으로 통과하여 강력한 우승 후보로 떠올랐다. 그러나 무이의 맏형이었던 김창완이 대학을 이미 졸업한 상태였기 때문에, 대학생만을 대상으로 한다는 대회 규칙에 따라 본선 직전에 자동 탈락되었고, 본선에는 예선 2위에 올랐던 서울대학교 농과대학 밴드 동아리 샌드페블즈 6기가 대신 진출했다.
이때 김창훈이 자신이 직접 지어 결선곡으로 부르려던 <나 어떡해>라는 곡을 샌드페블즈 후배들에게 대신 제공했고, 샌드페블즈는 결선 무대에서 <나 어떡해>로 대상을 차지했고 스타덤에 올랐다. 대회 후 김창훈이 대상곡의 작곡자로 알려지면서 밴드 무이에게 음반 제작 제안이 들어오자, 밴드명을 '산울림'으로 바꾼 채 1집을 내며 데뷔하였다.

### 리메이크
2011년 12월 11일 MBC에서 방송된 <나는 가수다>의 10라운드 2차 경연에서, 네 번째 순서에 오른 윤민수가 <나 어떡해>를 편곡해 불렀다. 윤민수는 공연에서 후배 해금과 노래를 주고 받는 독특한 편곡으로 눈길을 끌었다. 김창완은 '나 어떡해'를 슬프게 해석한 윤민수의 편곡을 두고 "우리는 너무 밝게 불렀다"며 "최고"라고 평했다.
2013년 12월 2일 걸그룹 티아라가 샌드페블즈의 <나 어떡해>를 재해석하여 담은 앨범인 <AGAIN 1977>을 일반에 공개했다. 편곡은 작곡가 신사동호랭이가 담당했다. 소속사 측은 "그 당시 그 시절의 반주를 샘플링해, 그 반주 위에 세련된 멜로디를 입혀 '나 어떡해'의 주 멜로디와 조합했다"고 밝혔다.